# Землетрясение в Юте (2010)
Землетрясение магнитудой 4,6 произошло 15 апреля 2010 года в 23:59:38 (UTC) в американском штате Юта, в 8,7 км к востоку-северо-востоку от города Рандолф. Гипоцентр землетрясения располагался на глубине 7,9 километров.
Землетрясение ощущалось в населённых пунктах Юты: Рандолф, Филдинг, Гарден-Сити, Левистон, Логан, Плезант-Гроув, Провиденс, Солт-Лейк-Сити, Бригам-Сити, Огден, Прово, Колвилл, а также в населённых пунктах Вайоминга: Эванстон, Кеммерер, Рок-Спрингс; Айдахо: Малад-Сити, Покателло, Престон. Подземные толчки ощущались в северной Юте, юго-западном Вайоминге, и юго-восточной части Айдахо.
Во время землетрясения наблюдалось разжижение грунтов. Сообщений о жертвах и крупных разрушениях не поступало.

## Тектонические условия региона
Землетрясение 15 апреля 2010 года в Юте произошло у подножия гор Кроуфорд, которые образовались в результате движения горных пород в четвертичном разломе Кроуфорд. Момент тензора по данным Геологической службы США (USGS) и Сент-Луисского университета указывает, что землетрясение произошло в сбросе под углом 339° с опусканием на 66° в юго-западном направлении или в альтернативной плоскости, под углом 210° и опусканием на 35° на юго-восток. Землетрясение с умеренными и сильными подземными толчками в эпицентральной области широко ощущалось по всей северной Юте и прилегающим штатам (>2500 сигналов от очевидцев в радиусе ~200—250 км на карте интенсивности USGS) и было зарегистрировано региональной сейсмической сетью Юты. Сообщалось лишь об умеренных неструктурных повреждениях. Землетрясение Рэндольф необычно тем, что в результате него произошло разжижение грунтов (редкое для землетрясений магнитудой <5) и произвело только три афтершока. Таким образом, землетрясение 15 апреля является одним из самых маленьких землетрясений с разжижением грунтов, зарегистрированных с помощью современных приборов. Разжижение грунтов наблюдалось в аллювиальных отложениях менее чем в 1 км к западу от эпицентра вдоль 1-километрового участка реки Бэр. Участки разжижения имели диаметр от менее 1 см до около 1 м и состояли из мелкозернистого и крупнозернистого песка. Локально очаги разжижения образовались вдоль линейных трещин длиной несколько метров. Землетрясение Рэндольф помогло уточнить более низкий предел магнитуды для возникновения разжижения, что важно для геотехнических изысканий в районах высокочувствительных почв и для интерпретации сейсмических особенностей районов, где отсутствуют доказательства палеоземлетрясений.